# نورثفيلد ماونت هيرمون
مدرسة نورثفيلد ماونت هيرمون وتعرف أيضاً ب NMH، وهي مدرسة إعدادية مختلطة لطلاب المدارس والمدارس الداخلية وتشمل الصفوف من التاسع إلى الثاني عشر وما بعدها. هي مدرسة انتقائية تصل نسبة القبول فيها إلى 32%. يقع مقر المدرسة على ضفة نهر كونيكتيكت. ويقع أغلب الحرم المدرسي في بلدة بيرناردستون ‏ ونورثفيلد و (نورثفيلد الغربية) وغيل في ولاية ماساتشوستس.  
تتكون المدرسة في الأصل من مدرستين منفصلتين هما (مدرسة نورثفيلد للبنات التي تأسست عام 1879 ومدرسة ماونت هيرمون للذكور عام 1881). وقد تم دمج هاتين المدرستين معاً عام 1971 لتصبحا مؤسسة تعليمية واحدة، وتم توحيد حرم كلا المدرستين عام 2005. 
تعتبر مدرسة NMH عضواً في جمعية المدارس الثمانية (Eight Schools Association)، وهي عبارة عن مجموعة من المدارس النخبة. تأسست الجمعية عام 1973 وتشمل أيضاً أكاديمية فيليبس (وتُعرف باسم Andover) وأكاديمية فيليبس إكسيتر (وتعرف باسم Exeter) وChoate Rosemary Hall (وتعرف باسم Choate) وأكاديمية ديرفيلد ومدرسة هوتشكس ومدرسو لورانسفيل ومدرسة سانت بولس. 

## الوقت الحاضر
تقدم مدرسة NMH أكثر من 200 مساق في برنامجها الدراسي بما في ذلك مساقات AP وصفوف مرتبة الشرف. يدرس الطلاب في كل فصل ثلاث مساقات رئيسية، مدة الحصة الواحدة لكل مساق ثمانون دقيقة بعكس المساقات في المدراس الثانوية التقليدية والتي تكون مدة حصتها خمسون دقيقة فقط. ويسمح نظام المدرسة التحضيري للطلاب بأن يمضوا وقتاً أطول مع معلميهم ليندمجوا بشكل ملحوظ مع المساقات والحياة الأكاديمية. توظف المدرسة 91 عضو هيئة تدريسية بدوام كامل، حيث يملك 60% من المدرسين شهادات عليا. ويبلغ معدل عدد الطلاب في كل صف في مدرسة NMH حوالي 11 طالباً، حيث تبلغ نسبة الطلاب على المعلمين 6 إلى 1.
يجب على الطلاب المشاركة في النشاطات المنهجية الفصلية، حيث تشمل الفرق الرياضية وفرق الفنون الأدائية والعمل التطوعي داخل وخارج حرم المدرسة وأعمال أخرى. ويمكن للطلاب الاشتراك في نشاطات خارجية وغير منهجية مثل النوادي والجمعيات ومجموعات التعارف. 
يتم دعم الطلاب المشاركين في صفوف الأداء الفني والتمثيلي من قبل مركز رودز للفنون Rhodes Arts Center (ستجد معلومات أكثر ضمن «البرامج الفنية»). 
تمتلك المدرسة حوالي 20 فريق رياضي مشاركين في أكثر من 60 نوع من الألعاب الرياضية المشتركة بين المدارس، وهذا يجعلها واحدة من أكثر المدارس التي تحتضن البرامج الرياضية في الولايات المتحدة. وحالياً، تستضيف المدرسة البطولة الوطنية التحضيرية لكرة السلة للذكور وبطولة نيو إنجلاند للإناث وبطولة المصارعة وعدد من بطولات السباحة الفردية، والجري، والرياضات الميدانية. تقدم مدرسة NMH نسبة كبيرة من البرامج التعليمية غير المنهجية بالإضافة إلى الفرق التنافسية العديدة. 
يتوجب على كل طالب أن يكون مسؤولاً عن عمل محدد في حرم المدرسة، وأن يعمل لمدة 4-5 ساعات أسبوعيا بمجموع 120 ساعة في كل سنة دراسية. هذه المساهمة المجتمعية كانت من قبل مؤسس المدرسة، دويت ليمان موودي، والذي يسعى لتعليم الطلاب قيمة العمل الميداني وأهميته في الحياة العملية.

## تاريخها
تأسست المدرسة على يد البروتستانتي الإنجيلي دويت ليمان موودي عام 1879، وكانت تسمى كلية نورثفيلد للفتيات الشابات (وقد تم تسميتها لاحقاً مدرسة نورثفيلد للفتيات)، وتم تأسيس مدرسة ماونت هيرمون للفتيان عام 1881. وقد أسس موودي مدرسة الفتيات في نورثفيلد في ولاية ماساتشوستس، والتي تعتبر مسقط رأسه. بينما مدرسة الفتيان تبعد عنها عدة أميال في بلدة غيل. وكان يهدف موودي بشكل أساسي أن يقدم أفضل مستوى تعليمي لجميع الطلاب الناشئين دون أي تمييز، حيث تم تسجيل طلاب لأبوين كانوا عبيد في الماضي وطلاب من السكان الأصليين وطلاب أجانب من بلدان أخرى. وهذا الأمر لم يكن دارجاً بشكل اعتيادي في المدارس الراقية الأخرى في ذلك الوقت. وقد جعل موودي من تدريس الديانة المسيحية هدفاً مهماً من أهداف المدرسة. كما أصبحت المدرسة تدريجياً، على إثر الإدارات المتلاحقة، غير طائفية إلى حد كبير ومتسامحة دينياً. وفي الوقت الحالي، توفر مدرسة NMH العديد من الأساليب والمراجع للدراسات الدينية واللاهوتية.[بحاجة لمصدر]
وفي عام 1913 أطلق على المدرستين اسم «مدارس نورثفيلد» ولكن بقيتا كمؤسستين منفصلتين حتى عام 1972. وفي ذلك العام تم دمج المدرستين معاً لتسميا باسم مدرسة نورثفيلد ماونت هيرمون، ولكن استمرت المدرسة في عملها في حرمين منفصلين. وفي عام 2005 وحدت المدرسة عملها وجمعت طلابها في حرم واحد وهو حرم مدرسة ماونت هيرمون. وقد تم اتخاذ هذا القرار من قبل مجلس الأمناء في المدرسة، وقد جاء هذا القرار من ايمان عميق بأن العملية التعليمية تكون أكثر فعالية للطلاب عندما يتواجدون في مجتمع صغير ومتقارب، ومن رغبة قوية بأن يتم تركيز مصادر المدرسة على البرامج التعليمية في حرم مدرسي واحد وليس اثنان. وقبل أن يتم توحيد حرمي المدرسة، سجلت المدرسة حوالي 1100 طالب خلال العام، ولكن في الوقت الحالي وصل عدد الطلاب إلى 650 حيث أصبحت المدرسة أكثر انتقائية في قبول الطلاب.  
في شهر حزيران من عام 2016، قدمت مؤسسة The Trust for Public Land ودائرة ماساتشوستس للحماية والترفيه ‏ ضمان الحماية الكاملة والدائمة لمساحة تبلغ 1300 دنم من الغابات والتي كانت مملوكة في السابق لحرم نورثفيلد ومن ثم امتلكتها مدرسة نورثفيلد ماونت هيرمون لأكثر من قرن. وتعتبر هذه المساحة أكبر نسبة من غابات كومونويلث في ماساتشوستس. وتضم الملكية غابات شجرية ومسارات وآبار والتي يتم إدارتها من قبل DCR لضمان وصول العامة إلى الأماكن الترفيهية وكذلك بمثابة موطن مهم للحياة البرية. 
المدير الحالي والمؤقت لمدرسة NMH هو تشارلز تيرني الثالث. وفي الأول من شهر كانون الثاني من عام 2019 سيصبح براين هارغروف المدير الثاني عشر للمدرسة.  

## البرامج الترفيهية

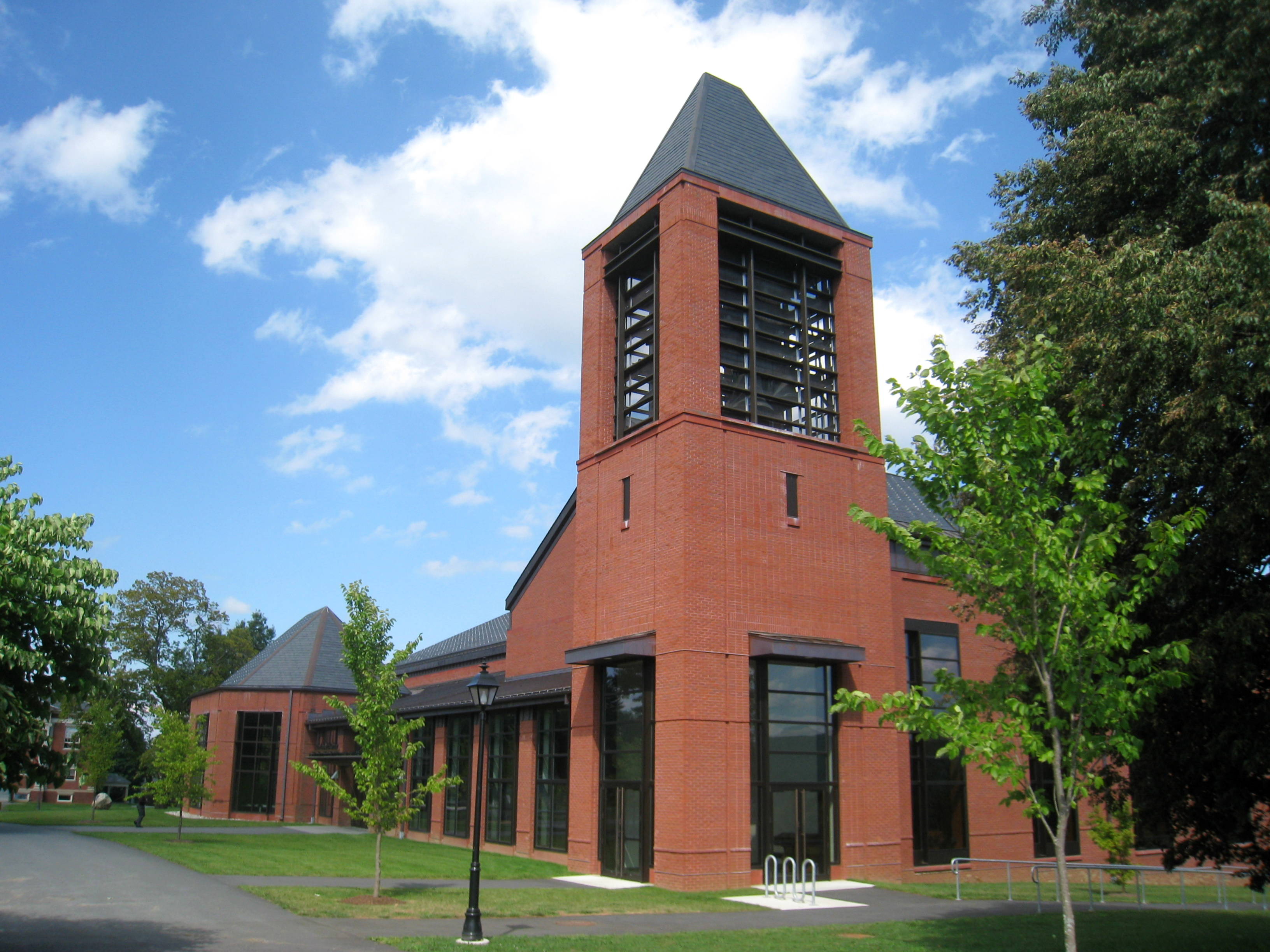
مركز رودز للفنون
تبلغ مساحة مركز رودز للفنون حوالي 6000 متر مربع (65000 قدم مربع)، ويحتوي المركز على قاعتين لأداء الحفلات ومسرح الصندوق الأسود واثنين من استوديوهات الرقص ومعرض للصور وصفوف واستوديوهات للفنون وغرف تدريب ومكاتب لطاقم العمل. ويمتلك المركز Carilon تم تركيبه في Sage chapel عام.1924 وقد تم تقديم التمويل للمركز من قبل مدرستي ماونت هرمون ونورثفيلد. ويمكن تشغيله من خلال لوحة مفاتيح إلكترونية مثبتة في أسفل برج الجرس في منزل chapel. وقد تبرعت شركة Andover Organ من خلال كينيث روكي بأورغ يدوي مع بوصلة دواسة 30 وبوصلة يدوية 56.
p
تشمل المجموعات الادائية
- أوركسترا السيمفوني
- غرفة الأوركسترا
- فرقة الاحتفالات
- حملات NMH الراقصة (ثلاث حملات سنوياً)
- مغنو مدرسة NMH
- اختيار الفرق النسائية
- المسرح: تقديم ثلاث مسرحيات رئيسية في كل عام وعرض موسيقي واحد واحتفال طلابي واحد.

تقدم المدرسة أيضاً مجلة سنوية فنية وأدبية وتسمى "Mandala" بالإضافة إلى صحيفتين سنويتين يتم تحريرهما من قبل طلاب المدرسة وهما The Bridge و The Hermonite   

## صور

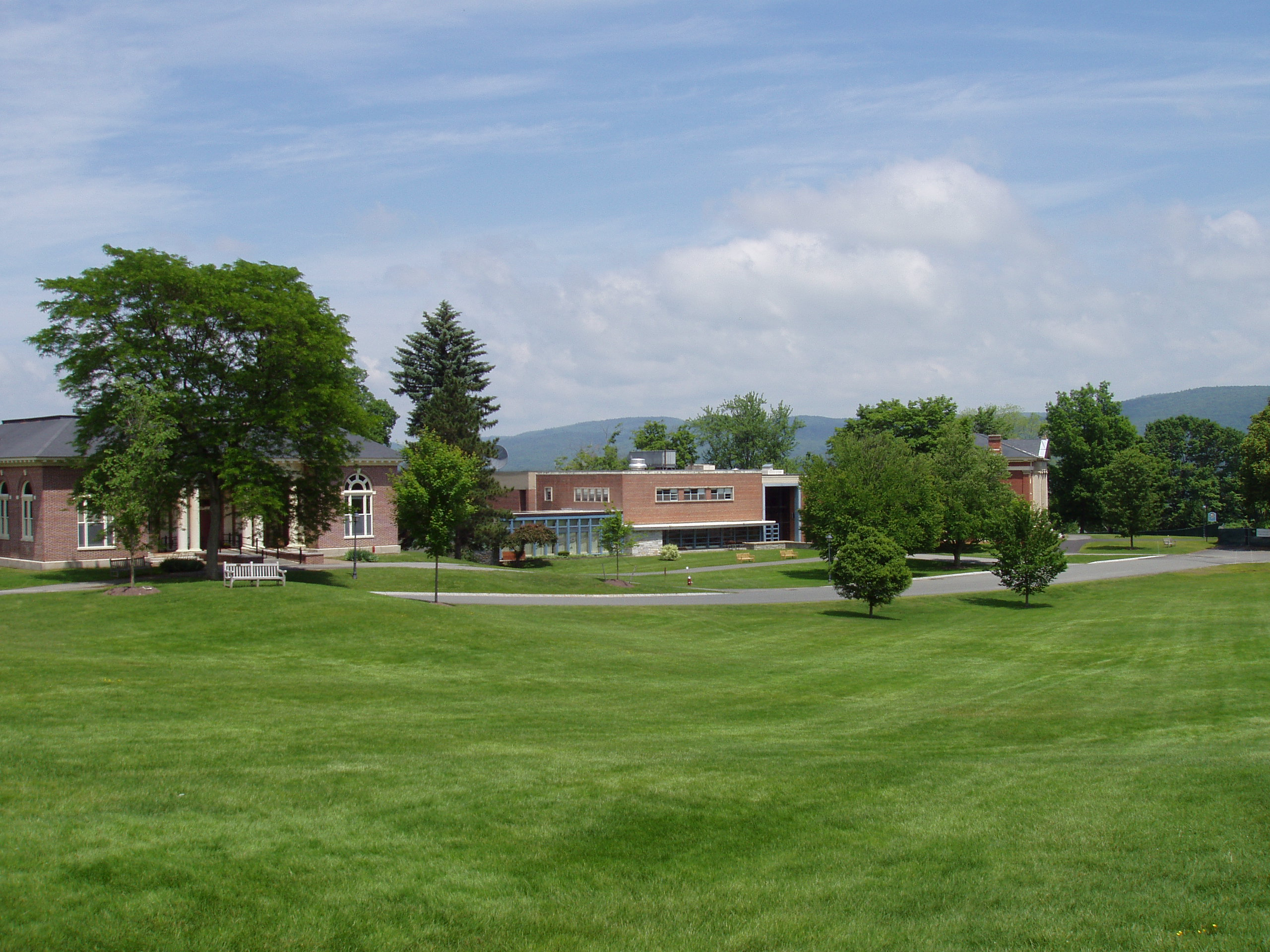
الحرم الجامعي
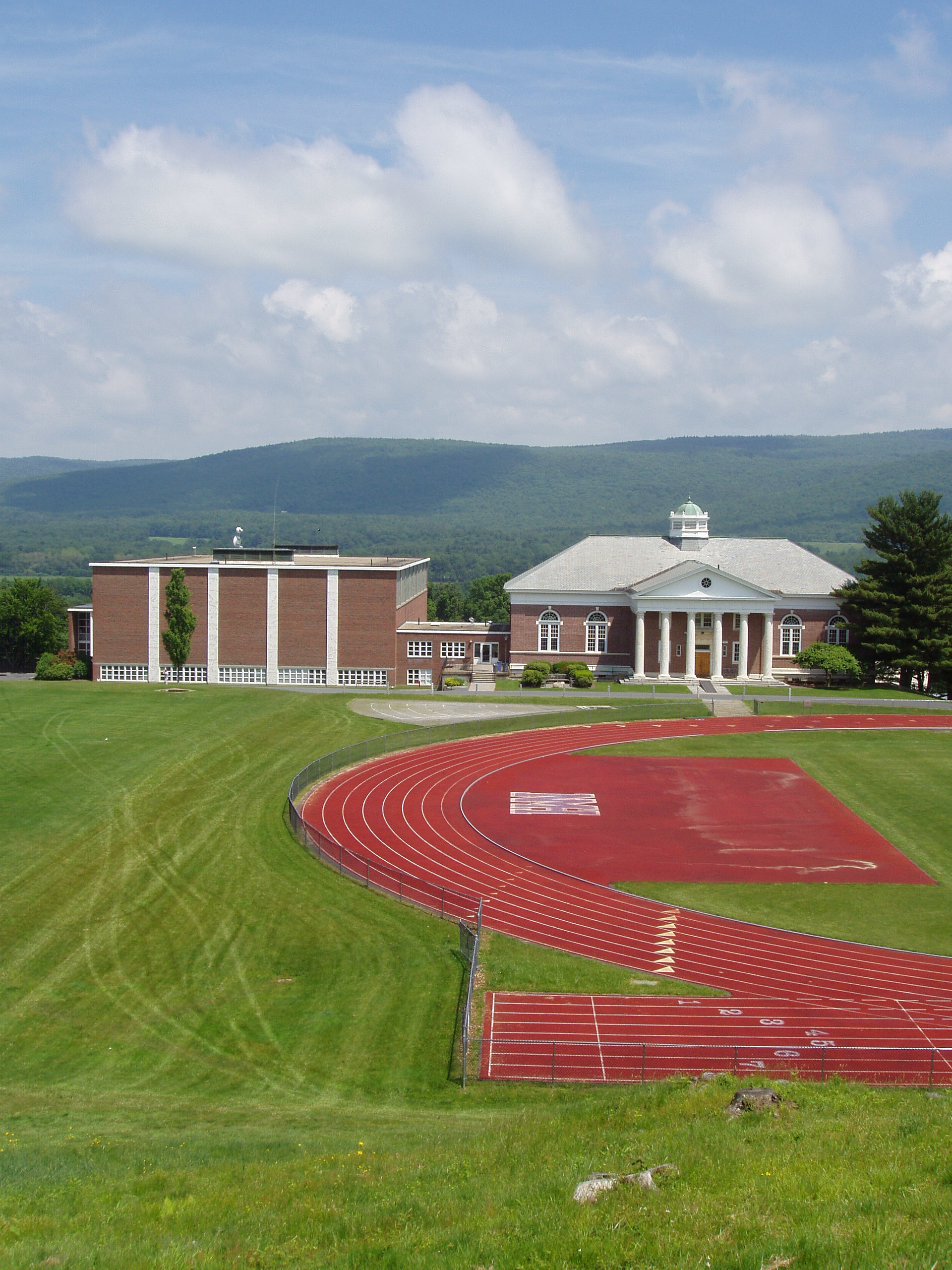
صالة الألعاب الرياضية
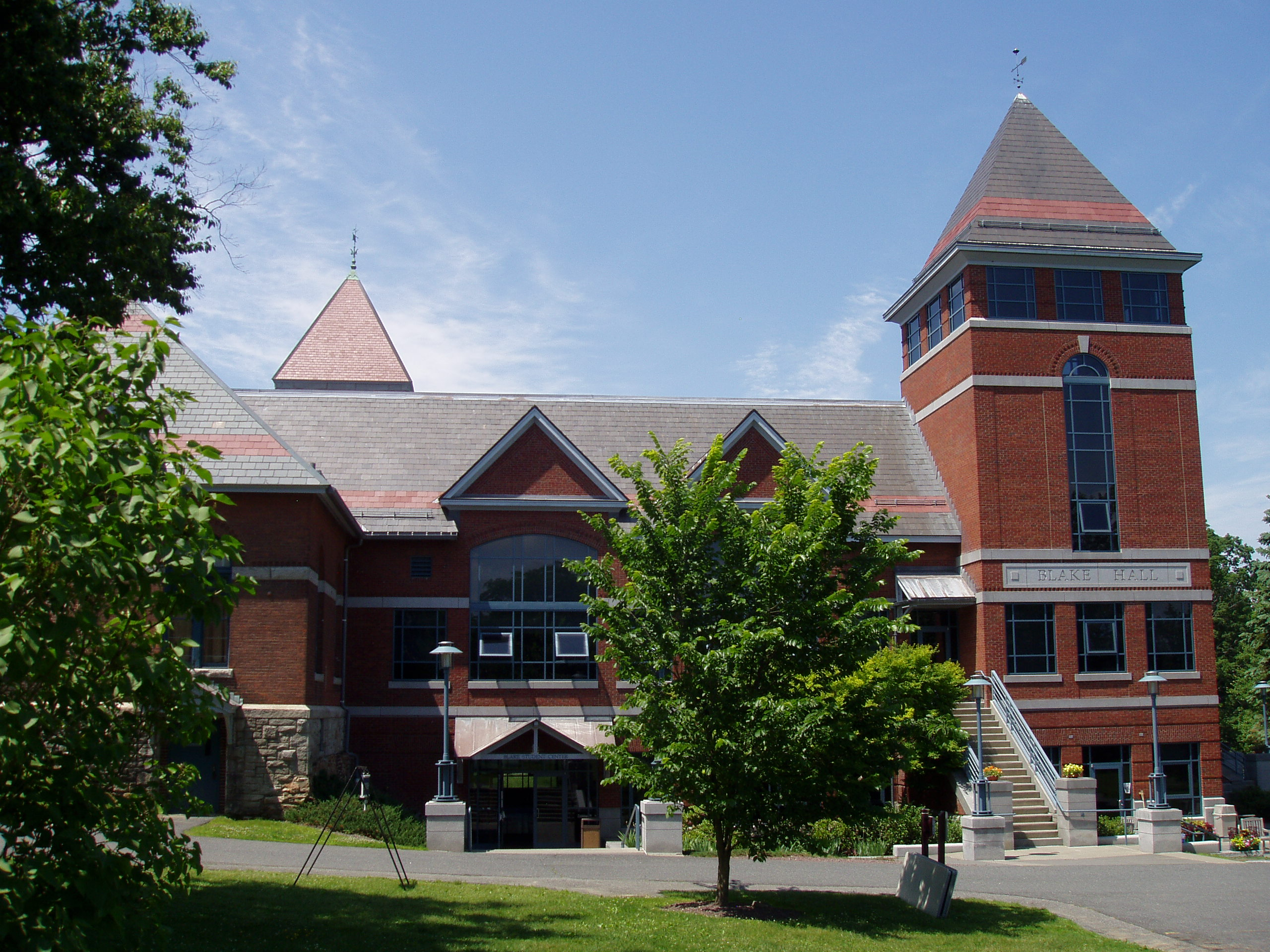
مركز الطلاب
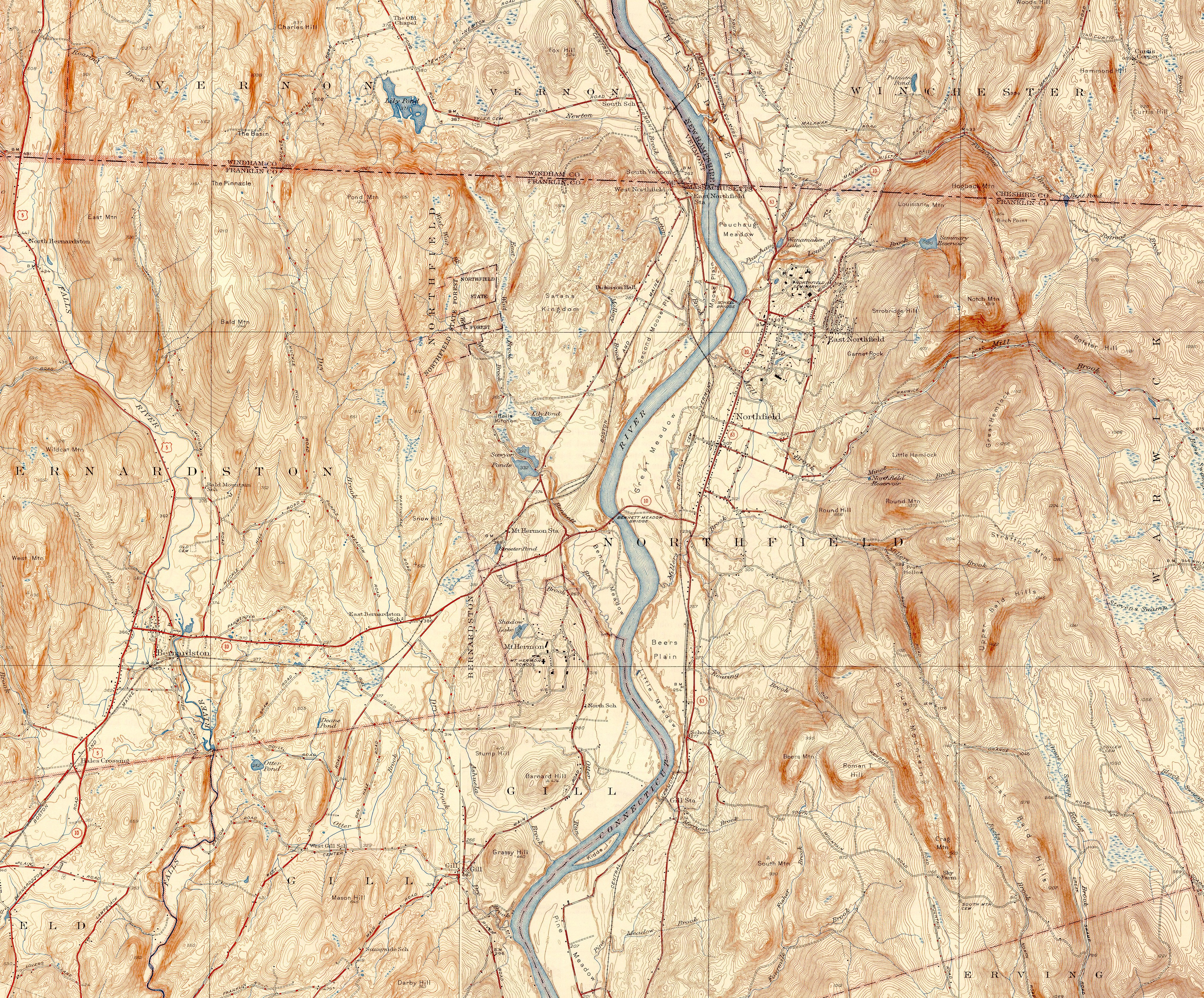
خريطة تيلغرافية لمحيط المدرسة